# Loew’s, Inc.
Loew’s, Incorporated (Loew’s, Inc., auch:  Loews Theatres ) war der Name einer großen US-amerikanischen Kinokette, die 1904 von Marcus Loew gegründet wurde. Unter eigenem Namen bestand das Unternehmen bis zum Zusammenschluss mit der Firma AMC Entertainment im Jahre 2006.

## Geschichte
Marcus Loew (1870–1927) begann seine Geschäftslaufbahn im Penny-Arcade-Geschäft und gründete 1904 die People's Vaudeville Company, eine Theaterkette, in deren Niederlassungen Kurzfilme ebenso wie Live-Varieté-Shows gezeigt wurden. Bereits 1910 hatte das Unternehmen beträchtlich expandiert und trug nun den Namen Loew's Consolidated Enterprises. Zu Loews Partnern zählten inzwischen Adolph Zukor, Joseph Schenck und Nicholas Schenck. Zukor verließ die Firma bald, um sein eigenes Produktionsunternehmen – die Famous Players (1912) – zu gründen, Joseph Schenck ging 1917 weg; Nicholas Schenck blieb Loews wichtigster Mann. 1919 reorganisierte Loew sein Unternehmen, das nun den Namen Loew's, Incorporated erhielt.
Als Chef der Famous Players war Zukor Loews Filmlieferant geworden; als Zukor während der Hochkonjunktur, die die Filmindustrie nach dem Ende des Ersten Weltkrieges erlebte, seine Langfilme nicht mehr zu einem Festpreis, sondern gegen Einnahmenbeteiligung vermietete, strebte Loew nach Unabhängigkeit und erwarb 1920 ein eigenes Produktionsunternehmen, die Metro Pictures Corporation.
1924 wurden die Metro Pictures mit der Goldwyn Picture Corporation zusammengeschlossen, die nun gemeinsam die Metro-Goldwyn-Mayer bildeten. Loews Unternehmen war die Muttergesellschaft des neuen Unternehmens. Die Loews-Kinos dienten von diesen Zeitpunkt an der Distribution der MGM-Produktionen. Loew blieb bis zu seinem Tode im Jahre 1927 Präsident des Unternehmens. Ihm folgte bis 1955 Nicholas Schenck.
Im Jahre 1948 ordnete der US-Supreme Court eine Trennung der beiden Wirtschaftszweige an und zwang Schenck, die profitablen Kinos zu verkaufen. Loew's, Inc. bestand weiter als Mutterunternehmen der MGM.

Logo von Loews Cineplex Entertainment

Auch Loews Theatres bestanden weiter. 1998 schlossen sie sich mit der Cineplex Odeon Corporation zusammen und bildeten gemeinsam die Firma Loews Cineplex Entertainment Corporation, die eine der größten Kinoketten der Welt war. Sie besaß Spielstätten in den USA, Kanada, Mexiko, Korea und Spanien.
2002 wurde Loews Cineplex von den Firmen Onex Corporation und Oaktree Capital Management aufgekauft. Bereits zwei Jahre später wurde die Firma – nun ohne ihre kanadischen Niederlassungen – erneut verkauft und ging in den Besitz einer Gruppe privater Investoren über, darunter die Carlyle Group.
Am 26. Januar 2006 wurde Loews Cineplex mit der seit 1920 bestehenden Kinokette AMC Entertainment Inc. vereinigt. Die neue Gesamtfirma besaß zu diesem Zeitpunkt etwa 178 Theater bzw. 2.059 Vorführsäle. Innerhalb der AMC Theatres dient der Name Loews auch heute noch als eigenes Markenzeichen.